# Garret Wesley, 1. Earl of Mornington

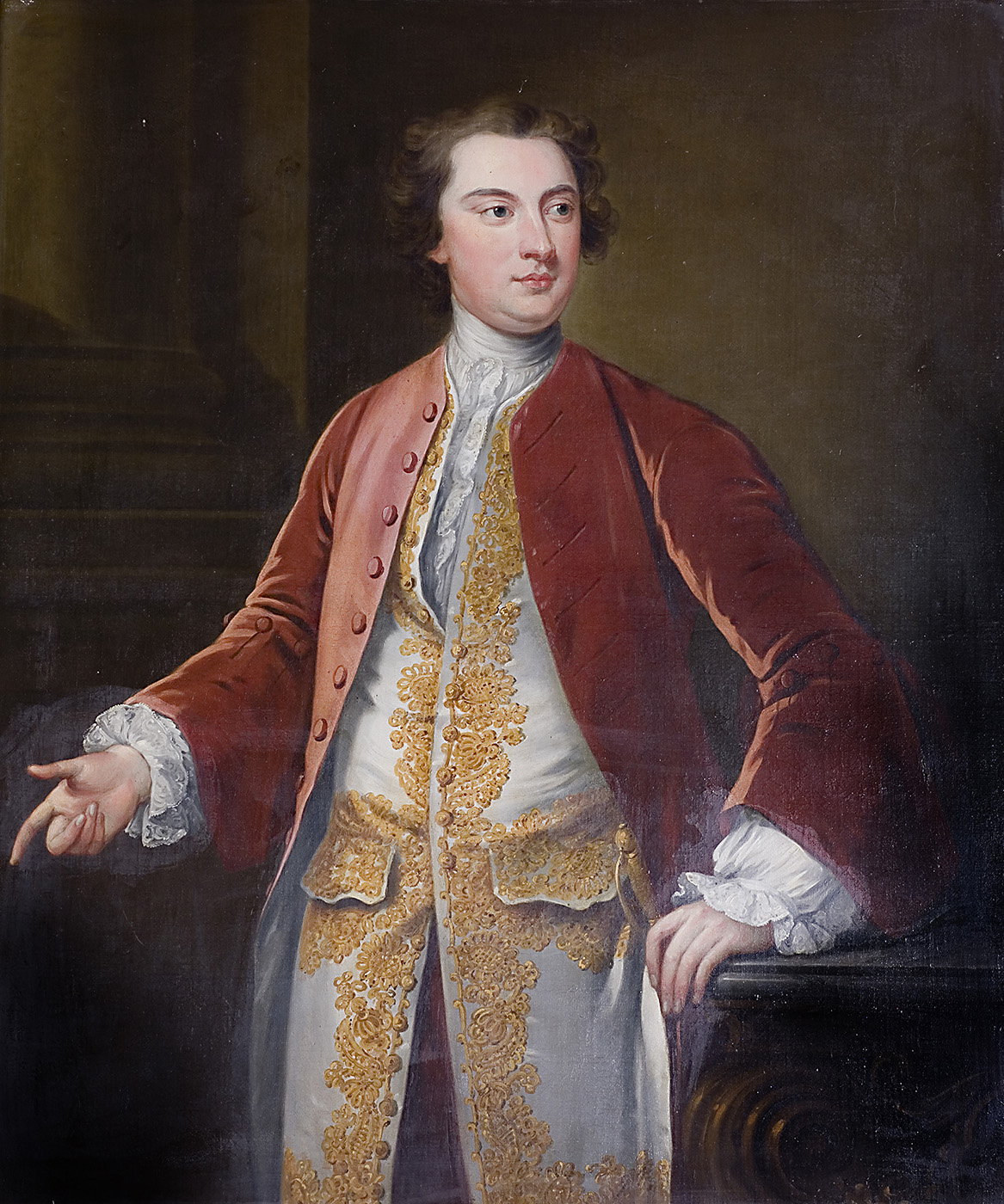
Garret Wesley, 1. Earl of Mornington

Garret Wesley, 1. Earl of Mornington (auch Garret Wellesley, * 19. Juli 1735 auf Dangan Castle, County Meath; † 22. Mai 1781 in Kensington, London) war ein anglo-irischer Peer und Komponist.

## Leben
Er war der Sohn von Richard Wesley, 1. Baron Mornington, aus dessen Ehe mit Elizabeth Sale. Er studierte am Trinity College der Universität Dublin und erwarb Abschlüsse als Bachelor of Arts (1754) und Master of Arts (1757). Er komponierte mit großem Erfolg Gesangs- und Kirchenmusik und gründete 1758 eine Musikakademie für philanthropische Zwecke. Die Akademie zog gut betuchte Amateure an, die sich regelmäßig unter seiner Leitung trafen, um ihrer Liebe zur Musik zu frönen und Konzerte zu geben, deren Erlöse als Kredite für arme Gewerbetreibende dienten. 1764 verlieh ihm das Trinity College den Abschluss eines Doctor of Music und von Juli 1764 bis Juni 1774 lehrte er am Trinity College als Professor für Musik. 
Als Abgeordneter für das Borough Trim im County Meath war er von 1757 bis 1758 Mitglied des irischen House of Commons. Beim Tod seines Vaters erbte er 1758 dessen Adelstitel als 2. Baron Mornington, erhielt dadurch einen Sitz im irischen House of Lords und schied dazu aus dem House of Commons aus. 1759 erhielt er das Amt des Custos Rotulorum des County Meath. Sein musikalisches Talent fand die Anerkennung König Georgs III., der ihn am 2. Oktober 1760 zum Earl of Mornington und Viscount Wellesley, of Dangan Castle in the County of Meath, erhob. 1776 wurde er in den irischen Kronrat (Privy Council) berufen. Von 1776 bis 1777 war er Großmeister der Freimaurer-Großloge von Irland.

## Ehe und Nachkommen
1759 heiratete er Hon. Anne Hill (1742–1831), die älteste Tochter des Dubliner Bankiers Arthur Hill-Trevor, 1. Viscount Dungannon. Mit ihr hatte er neun Kinder:
- Richard Wellesley, 1. Marquess Wellesley, 2. Earl of Mornington (1760–1842), Generalgouverneur der Ostindien-Kompanie und britischer Außenminister, ⚭ (1) 1794 Hyacinthe Gabrielle Roland († 1816), ⚭ (2) 1825 Marianne Caton († 1853), Witwe des Robert Paterson;
- Hon. Arthur Gerald Wellesley († 1768);
- William Wellesley-Pole, 3. Earl of Mornington (1763–1845), Politiker und Postmaster General, ⚭ 1784 Katherine Elizabeth Forbes († 1851);
- Hon. Francis Wellesley (1767–1770);
- Lady Anne Wellesley (1768–1844), ⚭ (1) 1790 Hon. Henry FitzRoy († 1794), Sohn des of Charles FitzRoy, 1. Baron Southampton, ⚭ (2) 1799 Charles Culling Smith, Gutsherr von Hampton in Middlesex;
- Arthur Wellesley, 1. Duke of Wellington (1769–1852), britischer Feldmarschall, sowie Außen- und zweimal Premierminister, ⚭ 1806 Hon. Catherine Pakenham († 1831), Tochter des Edward Pakenham, 2. Baron Longford;
- Rev. Hon. Gerald Valerian Wellesley (1770–1848), Pfarrer von Chelsea, königlicher Hofkaplan, ⚭ 1802 Lady Emily Mary Cadogan († 1839), Tochter des Charles Cadogan, 1. Earl Cadogan;
- Lady Mary Elizabeth Wellesley (1772–1794);
- Henry Wellesley, 1. Baron Cowley (1773–1847), britischer Diplomat, ⚭ (1) 1803–1810 Lady Charlotte Cadogan († 1853), Tochter des Charles Cadogan, 1. Earl Cadogan, ⚭ (2) 1816 Lady Georgiana Charlotte Augusta Cecil († 1860), Tochter des James Cecil, 1. Marquess of Salisbury.